# Atyrá
Atyrá è un centro abitato del Paraguay, situato sulla Cordillera de los Altos, nel Dipartimento di Cordillera, a 60 km dalla capitale del paese, Asunción. Forma uno dei 20 distretti in cui è diviso il dipartimento.

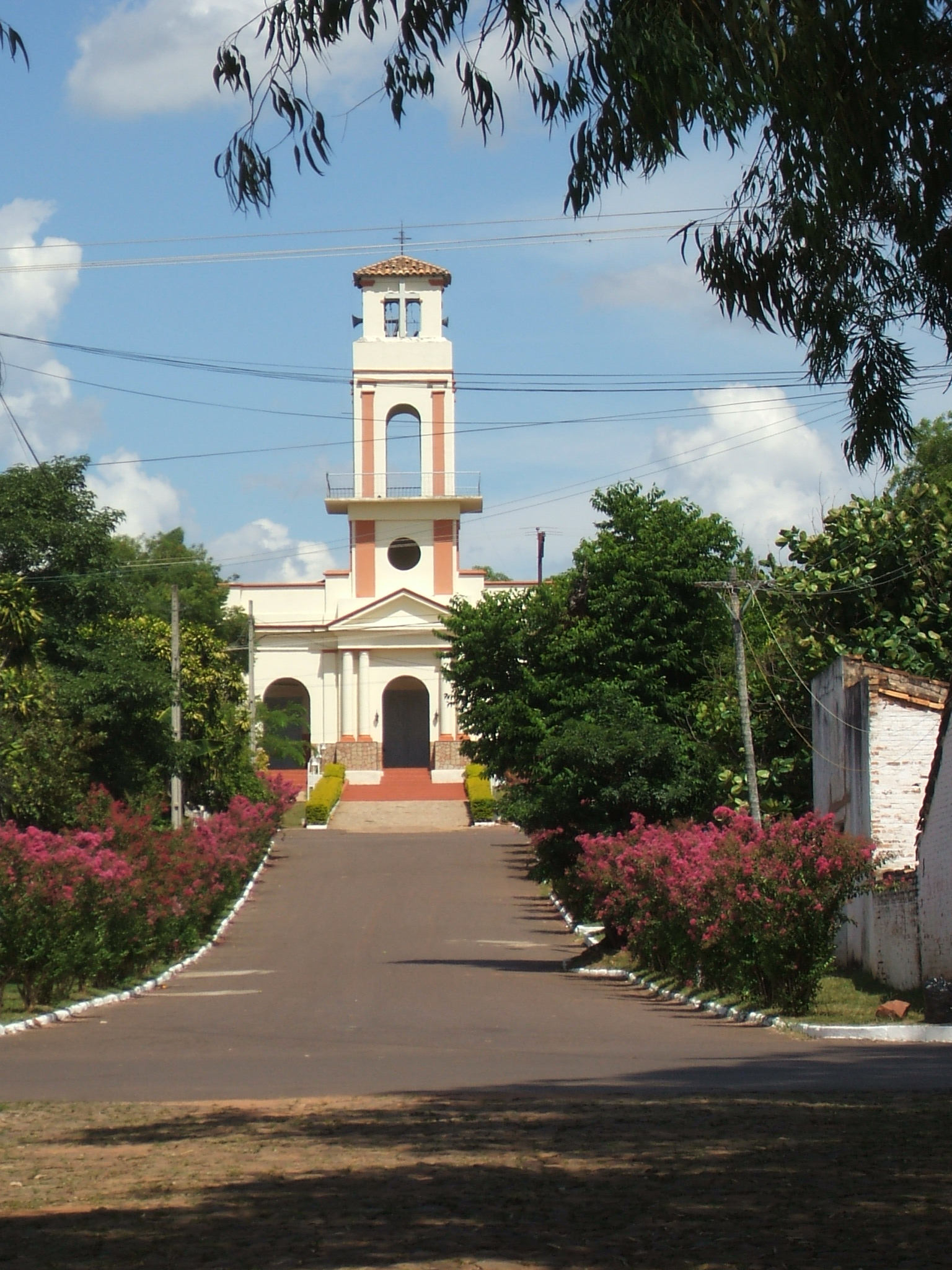
Chiesa di Atyrá

## Popolazione
Al censimento del 2002 la località contava una popolazione urbana di 4.222 abitanti (13.310 nel distretto).

## Caratteristiche

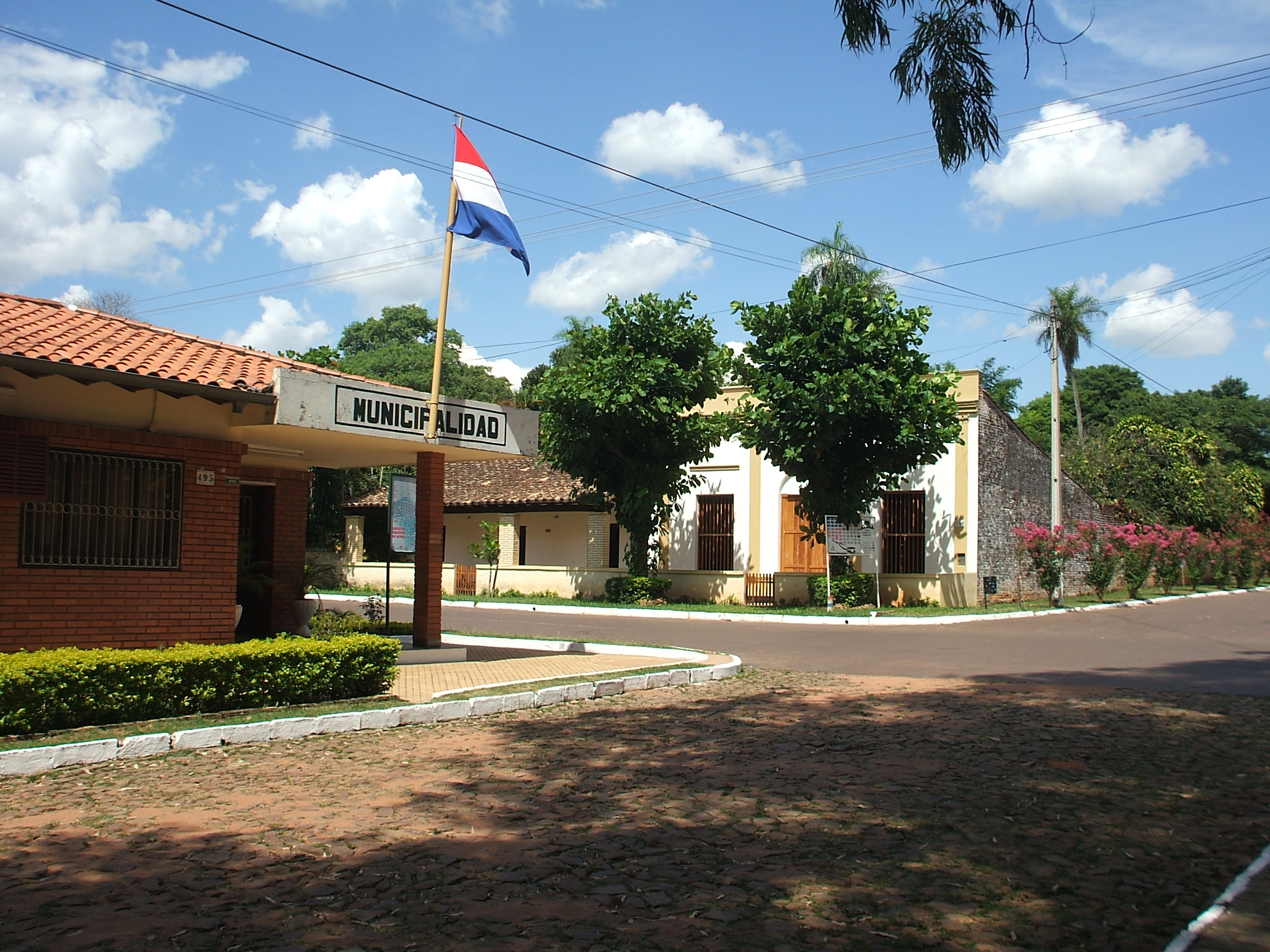
Edificio della Municipalidad de Atyrá

Fondata da Domingo Martínez de Irala nel 1537, il suo nome era inizialmente Atyha, che in guaraní significa “luogo di riunione”. È considerata la “città più pulita del paese” e, in virtù di un decreto del governo nazionale, è stata dichiarata “Capitale Ecologica del Paraguay”. Del suo passato di importante centro di evangelizzazione francescana rimangono numerose tracce nella chiesa del luogo.

## Economia

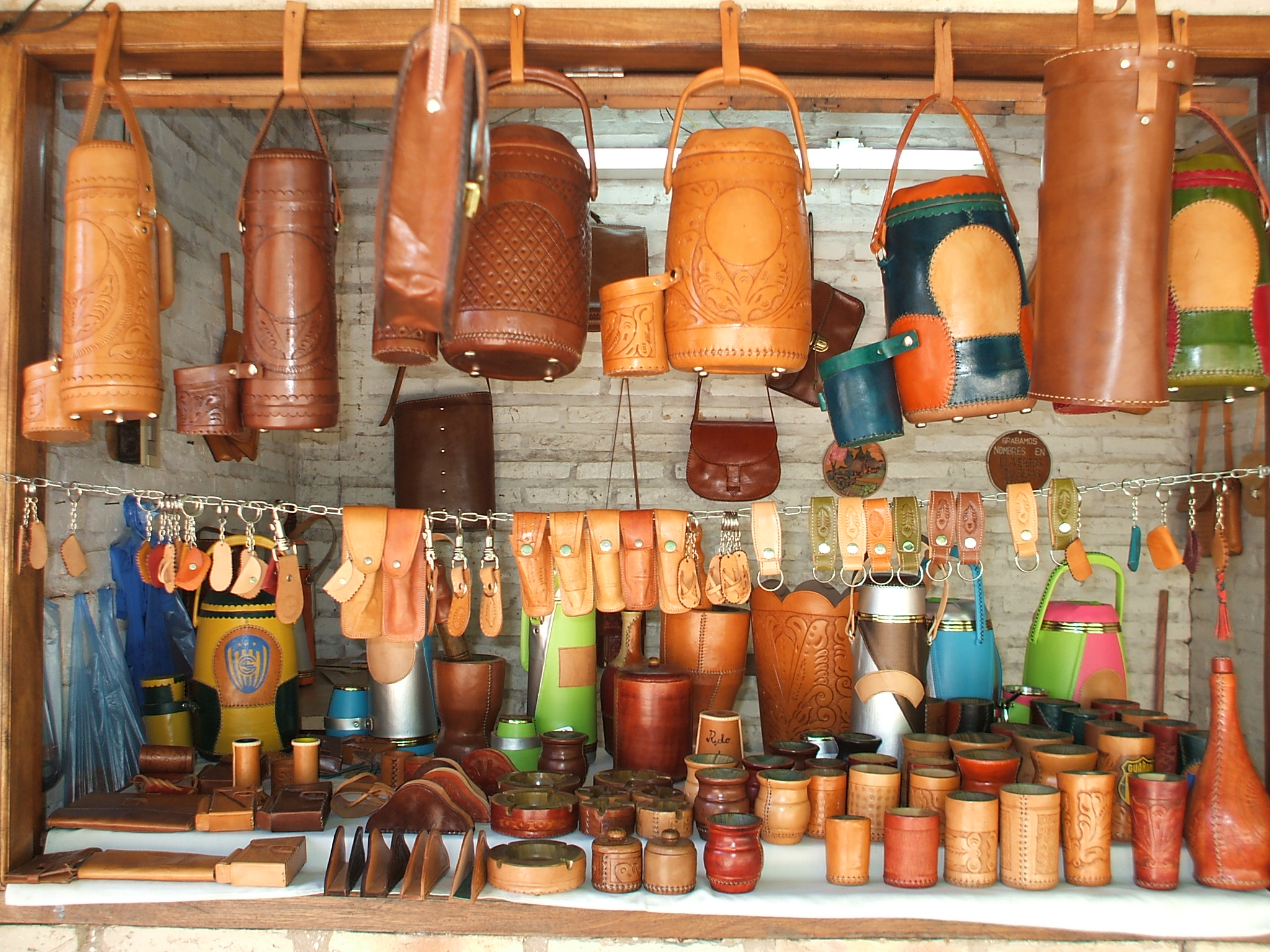
Artigianato in cuoio ad Atyrá

Riveste particolare importanza ad Atyrá la tradizione artigianale, soprattutto quella riguardante la lavorazione del cuoio, vero motore dell'economia del distretto; l'attività risale addirittura all'epoca dei missionari francescani, che la insegnarono agli indigeni. La tradizione è passata di generazione in generazione fino ai nostri giorni.